# Василь Полубенський
Василь Полубенський (*бл. 1480 —4 березня 1550) — політичний та військовий діяч Великого князівства Литовського.

## Життєпис
Походив з литовсько-білоруського князівського роду Полубенських (вели родовід від Гедиминовичів) гербу Ястшембець. Старший син князя Андрія Полубенського.
1488 року отримав від великого князя Литовського та короля Польського Казимира IV 4 копи литовських грошей. Після смерті батька між 1488 та 1490 роками успадкував більшість родинних маєтків та князівський титул. Частина відійшла молодшому брату Івану.
1503 року стає королівським дворянином при дворі короля Олександра I. Того ж року отримав прівілей на село Полубичі. 1505 році останній як великий князь Литовський призначив Василя Полубенського намісником (старостою) Володимирським на Волині. У 1507 році цю посаду підтвердив наступний великий князь Сигізмунд I. Втім вже у жовтні того ж року поступився посадою Федору Янушкевичу. Натомість у грудні село Можейків передано від київського боярина Лева Тишкевича до Полубенського.
У 1508 році вступив в таємні перемовини з Михайлом Глинським щодо підтримки останнього. Втім невдачі військ Глинських у Слуцькому князівстві та Мозирському повіті змусили Полубенського відмовитися від збройної участі у повстанні. Втім у 1509 році Василя Полубенського було звинувачено у змові та запроторено до в'язниці, де пробув до 1511 року.
У 1514 року отримав привілей на Велике Можейково (частина колишнього Можейкового володіння). Того ж року стає державцем Любошанського, Тетеревського повітів. 1516 року придбав Жолудське володіння за 600 кіп литовських грошей. 1520—1522 роках через суд провів розмежування своїх володінь з землями Ходкевичів, Костевичів і Горських. 1522 року стає маршалком господарським. 1527 році стає урядником міста Ліда.
У 1535 році отримує мстиславське староство. Протягом 1535—1542 років поступошо розширяв земельні володіння у Великому князівстві Литовському. 1542 року оженився на удові Шимка Мацковича — Софії Павлівні — завдяки чому вступив у володіння Малим Мажейковим. 1540-ві роки провів у судових суперечках за землі та збори податків. Помер у 1550 році у поселені Городище, пізніше перепоховано у Києво-Печерській лаврі.

## Родина
1. Дружина — Аксинія, донька князя Івана Іжеславського
Діти:
- Ганна (д/н—1547), дружина: 1) Олександра Сангушко, князя, старости гомельського; 2) Миколи Завіши 3) литовського боярина Еразма Довгірда
- Лев (д/н—1544), державець Кричевський
- Іван (д/н—1558), староста мстиславський

2. Дружина — Софія Павлівна